# Deguelia brachyptera
Deguelia brachyptera là một loài thực vật có hoa trong họ Đậu. Loài này được (Baker) Taub. miêu tả khoa học đầu tiên năm 1891.